# Aeroportul Nakhon Phanom
Aeroportul Nakhon Phanom (IATA: KOP, ICAO: VTUW) este un aeroport din Ban Phueng⁠(d), Districtul Mueang Nakhon Phanom, Provincia Nakhon Phanom, Thailanda. Aeroportul a fost tranzitat în 2020 de 220.455 de pasageri.
Situat la o altitudine de 179 m, aeroportul dispune de o singură pistă.